# Des’ree
Des’ree (* 30. November 1968 in London als Desirée Annette Weeks) ist eine britische Sängerin. Sie war eine der erfolgreichsten britischen Sängerinnen des Soul-Pop in den 1990er-Jahren.

## Leben
Des'rees Debütalbum Mind Adventures erschien 1992 und enthielt die Hitsingle Feel So High. 1993 veröffentlichte sie zusammen mit Terence Trent D’Arby das Duett Delicate.
Ihr zweites Album I Ain’t Movin’ (1994) enthielt die Single You Gotta Be, die sich in den Top 5 der Billboard-Charts platzieren konnte. Die Single Life aus dem Album Supernatural (1998) war ein europaweiter Top-10-Erfolg und der größte Erfolg von Des’ree in Deutschland. Das Album enthielt mit Fire auch ein Duett mit Babyface. Ihr viertes Album Dream Soldier (2003) war ein kommerzieller Flop; es erreichte keine Platzierung in den deutschen, britischen oder US-amerikanischen Album-Charts. Nach einer langen Pause erschien mit A Love Story erst 2019 wieder ein neues Album von Des’ree, das kaum wahrgenommen wurde. Die Arbeiten an diesem Album hatten bereits 2014 begonnen, jedoch erkrankte die Mutter der Sängerin, die sie in den folgenden Jahren pflegte.

## Auszeichnungen
1999 gewann sie einen BRIT Award als beste britische Solokünstlerin.

## Sonstiges
Im Jahr 2007 wurde der Text ihres Songs Life von den Hörern des Radiosenders BBC Radio 6 Music zum schlechtesten Songtext aller Zeiten gewählt.

## Diskografie

### Studioalben
| Jahr | Titel           | Höchstplatzierung, Gesamtwochen, AuszeichnungChartplatzierungen (Jahr, Titel, Platzierungen, Wochen, Auszeichnungen, Anmerkungen) | Höchstplatzierung, Gesamtwochen, AuszeichnungChartplatzierungen (Jahr, Titel, Platzierungen, Wochen, Auszeichnungen, Anmerkungen) | Höchstplatzierung, Gesamtwochen, AuszeichnungChartplatzierungen (Jahr, Titel, Platzierungen, Wochen, Auszeichnungen, Anmerkungen) | Höchstplatzierung, Gesamtwochen, AuszeichnungChartplatzierungen (Jahr, Titel, Platzierungen, Wochen, Auszeichnungen, Anmerkungen) | Höchstplatzierung, Gesamtwochen, AuszeichnungChartplatzierungen (Jahr, Titel, Platzierungen, Wochen, Auszeichnungen, Anmerkungen) | Anmerkungen                            |
| Jahr | Titel           | DE | AT | CH | UK | US | Anmerkungen                            |
| ---- | --------------- | --- | --- | --- | --- | --- | -------------------------------------- |
| 1992 | Mind Adventures | DE53 (11 Wo.)DE | — | — | UK26 Silber · (5 Wo.)UK | — | Erstveröffentlichung: 17. Februar 1992 |
| 1994 | I Ain’t Movin’  | DE91 (3 Wo.)DE | — | — | UK13 Silber · (8 Wo.)UK | US27 Platin · (45 Wo.)US | Erstveröffentlichung: 9. Mai 1994      |
| 1998 | Supernatural    | DE17 (22 Wo.)DE | AT6 (13 Wo.)AT | CH8 Gold · (18 Wo.)CH | UK16 Gold · (25 Wo.)UK | US185 (2 Wo.)US | Erstveröffentlichung: 29. Juni 1998    |
| 2003 | Dream Soldier   | — | — | CH77 (3 Wo.)CH | — | — | Erstveröffentlichung: 31. März 2003    |
| 2019 | A Love Story    | — | — | — | — | — | Erstveröffentlichung: 11. Oktober 2019 |

### Kompilationen
- 1999: Mystic Mixes
- 2000: Endangered Species

### Singles
| Jahr | Titel Album                                          | Höchstplatzierung, Gesamtwochen, AuszeichnungChartplatzierungen (Jahr, Titel, Album, Platzierungen, Wochen, Auszeichnungen, Anmerkungen) | Höchstplatzierung, Gesamtwochen, AuszeichnungChartplatzierungen (Jahr, Titel, Album, Platzierungen, Wochen, Auszeichnungen, Anmerkungen) | Höchstplatzierung, Gesamtwochen, AuszeichnungChartplatzierungen (Jahr, Titel, Album, Platzierungen, Wochen, Auszeichnungen, Anmerkungen) | Höchstplatzierung, Gesamtwochen, AuszeichnungChartplatzierungen (Jahr, Titel, Album, Platzierungen, Wochen, Auszeichnungen, Anmerkungen) | Höchstplatzierung, Gesamtwochen, AuszeichnungChartplatzierungen (Jahr, Titel, Album, Platzierungen, Wochen, Auszeichnungen, Anmerkungen) | Anmerkungen                                                              |
| Jahr | Titel Album                                          | DE | AT | CH | UK | US | Anmerkungen                                                              |
| ---- | ---------------------------------------------------- | --- | --- | --- | --- | --- | ------------------------------------------------------------------------ |
| 1991 | Feel So High Mind Adventures                         | DE15 (15 Wo.)DE | — | CH11 (12 Wo.)CH | UK13 (12 Wo.)UK | US67 (10 Wo.)US | Erstveröffentlichung: 19. August 1991                                    |
| 1992 | Mind Adventures                                      | DE94 (2 Wo.)DE | — | — | UK43 (3 Wo.)UK | — | Erstveröffentlichung: März 1992                                          |
| 1992 | Why Should I Love You? Mind Adventures               | — | — | — | UK44 (3 Wo.)UK | — | Erstveröffentlichung: Juni 1992                                          |
| 1993 | Delicate Symphony or Damn                            | DE56 (10 Wo.)DE | — | CH34 (3 Wo.)CH | UK14 (6 Wo.)UK | US74 (8 Wo.)US | Erstveröffentlichung: Juni 1993 Terence Trent D’Arby feat. Des’ree       |
| 1994 | You Gotta Be I Ain’t Movin’                          | DE79 (10 Wo.)DE | — | — | UK14 Platin · (17 Wo.)UK | US5 (44 Wo.)US | Erstveröffentlichung: 28. März 1994                                      |
| 1994 | I Ain’t Movin’                                       | — | — | — | UK44 (5 Wo.)UK | — | Erstveröffentlichung: 6. Juni 1994                                       |
| 1994 | Little Child I Ain’t Movin’                          | — | — | — | UK69 (2 Wo.)UK | — | Erstveröffentlichung: 22. August 1994                                    |
| 1997 | Kissing You Supernatural                             | — | — | — | UK83 Silber · (2 Wo.)UK | — | Erstveröffentlichung: 18. Juni 1997                                      |
| 1998 | Life Supernatural                                    | DE8 Gold · (24 Wo.)DE | AT1 Gold · (17 Wo.)AT | CH3 Gold · (26 Wo.)CH | UK8 Gold · (15 Wo.)UK | — | Erstveröffentlichung: 2. Juni 1998                                       |
| 1998 | What’s Your Sign? Supernatural                       | DE65 (9 Wo.)DE | AT31 (2 Wo.)AT | CH43 (5 Wo.)CH | UK19 (7 Wo.)UK | — | Erstveröffentlichung: 26. Oktober 1998                                   |
| 1999 | You Gotta Be (1999 Mix) Supernatural (UK-Re-Release) | DE76 (9 Wo.)DE | — | — | UK10 (11 Wo.)UK | — | Erstveröffentlichung: 22. März 1999                                      |
| 1999 | Ain’t No Sunshine In Harmony                         | — | — | — | UK42 (2 Wo.)UK | — | Erstveröffentlichung: Oktober 1999 Ladysmith Black Mambazo feat. Des`Ree |
| 2003 | It's Okay Dream Soldier                              | — | — | CH86 (2 Wo.)CH | UK69 (1 Wo.)UK | — | Erstveröffentlichung: 10. Februar 2003                                   |

## Auszeichnungen für Musikverkäufe
| Goldene Schallplatte - Australien - 1997: für das Album I Ain’t Movin’ - Belgien - 1998: für das Album Supernatural - Brasilien - 1994: für das Album I Ain’t Movin’ - Frankreich - 1999: für das Album Supernatural - Italien - 2021: für die Single Life - Japan - 1999: für die Single Life - Kanada - 1995: für das Album I Ain’t Movin’ - Neuseeland - 1995: für die Single You Gotta Be - 1995: für das Album I Ain’t Movin’ - Spanien - 2024: für die Single Life | Platin-Schallplatte - Australien - 1998: für die Single Life - Belgien - 1998: für die Single Life - Frankreich - 1998: für die Single Life - Japan - 1999: für das Album Supernatural - Niederlande - 1998: für die Single Life - Schweden - 1998: für die Single Life - Spanien - 1999: für das Album Supernatural |

Anmerkung: Auszeichnungen in Ländern aus den Charttabellen bzw. Chartboxen sind in ebendiesen zu finden.
| Land/RegionAuszeichnungen für Musikverkäufe (Land/Region, Auszeichnungen, Verkäufe, Quellen) | Silber     | Gold       | Platin     | Verkäufe  | Quellen                                                |
| -------------------------------------------------------------------------------------------- | ---------- | ---------- | ---------- | --------- | ------------------------------------------------------ |
| Australien (ARIA)                                                                            | —          | Gold1      | Platin1    | 105.000   | aria.com.au                                            |
| Belgien (BRMA)                                                                               | —          | Gold1      | Platin1    | 75.000    | ultratop.be                                            |
| Brasilien (PMB)                                                                              | —          | Gold1      | —          | 100.000   | Einzelnachweise                                        |
| Deutschland (BVMI)                                                                           | —          | Gold1      | —          | 250.000   | musikindustrie.de                                      |
| Frankreich (SNEP)                                                                            | —          | Gold1      | Platin1    | 600.000   | snepmusique.com                                        |
| Italien (FIMI)                                                                               | —          | Gold1      | —          | 35.000    | fimi.it                                                |
| Japan (RIAJ)                                                                                 | —          | Gold1      | Platin1    | 250.000   | riaj.or.jp                                             |
| Kanada (MC)                                                                                  | —          | Gold1      | —          | 50.000    | musiccanada.com                                        |
| Neuseeland (RMNZ)                                                                            | —          | 2× Gold2   | —          | 12.500    | aotearoamusiccharts.co.nz                              |
| Niederlande (NVPI)                                                                           | —          | —          | Platin1    | 75.000    | nvpi.nl                                                |
| Österreich (IFPI)                                                                            | —          | Gold1      | —          | 25.000    | ifpi.at                                                |
| Schweden (IFPI)                                                                              | —          | —          | Platin1    | 30.000    | ifpi.se (Memento vom 21. Mai 2012 im Internet Archive) |
| Schweiz (IFPI)                                                                               | —          | 2× Gold2   | —          | 50.000    | hitparade.ch                                           |
| Spanien (Promusicae)                                                                         | —          | Gold1      | Platin1    | 130.000   | elportaldemusica.es                                    |
| Vereinigte Staaten (RIAA)                                                                    | —          | —          | Platin1    | 1.000.000 | riaa.com                                               |
| Vereinigtes Königreich (BPI)                                                                 | 3× Silber3 | 2× Gold2   | Platin1    | 1.420.000 | bpi.co.uk                                              |
| Insgesamt                                                                                    | 3× Silber3 | 16× Gold16 | 9× Platin9 |           |                                                        |